# Cápac Yupanqui (Heerführer)
Cápac Yupanqui oder Qhapaq Yupanki war der Bruder des Inka-Herrscher Pachacútec Yupanqui (Pachakutiq Yupanki).

## Leben
Cápac Yupanqui wurde als Heerführer mit Eroberungen im Norden des Inka-Reiches betraut. Um 1460, laut Garcilaso de la Vega im sechsten Regierungsjahr seines Bruders, begleitete er diesen mit 30.000 Soldaten in die heutige Region Junín, um dort die Wanka des Chinchaysuyo zu erobern. Über Vilca erreichten sie Xauxa, Tarma und die Hochebene von Bombón (Pumpu), wo sie auf wenig Widerstand stießen. Dagegen schreibt Garcilaso de la Vega, dass die Wanka mit 30.000 Kriegern heftigen Widerstand leisteten. Pedro Sarmiento de Gamboa schreibt, dass der Feldzug im Norden nach dem Sieg der Inkas über die Collas stattgefunden habe und die Truppen aus 70.000 Soldaten unter dem Befehl der Brüder Cápac und Huayna Yupanqui und dessen Sohnes Apu Yamqui Yupanqui bestanden. Die meisten Chronisten behaupten der Feldzug im Norden soll vor dem im Kunti Suyu stattgefunden haben. María Rostworowski schreibt hingegen, dass der Feldzug im Westen vor dem im Norden stattgefunden habe. Sie sagt auch, dass die Flucht von Huancohuallu und der Chanka im Norden geschah. Cápac Yupanqui hatte die Aufgabe, die neu eroberten Gebiete zu reorganisieren, während Huayna Yupanqui Festungen, Straßen und Tempel errichten ließ. Auch die Gegend von Soras im Südwesten des Chanka-Gebietes wurde erobert, aber laut einigen Historikern hat Pachacutec diese tat schon einige Zeit früher vollbracht. Danach wurde Capac Yupanqui an die Grenzen von Antisuyo geschickt und wurde in Pumpu, Chucurpu, Ancara und Huaillas eingesetzt, bevor er nach drei Jahren nach Cuzco zurückkehrte.
Nach einigen Monaten sandte Inka Pachacutec seinen Bruder wieder auf einen Feldzug nach Chinchaysuyo, wo er mit 50.000 unter dem Befehl Pachacutecs und dessen Sohnes, des Awki Inca Yupanqui, Chucurpu erreichte und die Herrschaft (curacazgo) von Pincu zu friedlichen Aufgabe zwang. Ebenso ergaben sich Huaraz, Piscopampa und Cunchucu, allerdings erst nach sechsmonatigem Widerstand, sowie Huamachuco und Yauyos ohne Widerstand, bevor Capac Yupanqui nach Cuzco zurückkehrte.
Jahre später begleitete Capac Yupanqui, laut Garcilaso de la Vega, seinen Herrscher mit 30.000 Soldaten bis nach Nanasca, und dann der Guaytaray-Route entlang bis zur Küste. Dort unterwarf er das Pisco-Tal und das Ica-Tal und baute ein Bewässerungsnetz, das die Wasserversorgung sicherte und das Ackerland verdoppelte. Daraufhin nahm er Kontakt mit den Chinchas auf. Laut Inca Garcilaso de la Vega leisteten die Chinchas vier Monate lang starken Widerstand bis zu ihrer Kapitulation. Aber Pedro de Cieza de León schreibt, das Pachacútec, als er erfuhr, dass 30.000 Chinchas Soldaten kamen, um ihn zu konfrontieren, lieber Geschenke schickte und Versprechen von Frieden und Brüderlichkeit machte.
Capac Yupanqui zog jetzt gegen die Guarco ins Feld, deren Herrscher laut Garcilaso de la Vega Chuquimancu hieß. Dieser leistete heftigen Widerstand mit seinen 20.000 Kriegern, aber, Laut Sarmiento de Gamboa nach acht Monaten, laut Cieza de León nach acht jahren musste er sich ergeben. Er unternahm auch einen Feldzug gegen Cuismancu, Herrscher von Cassamarca.
Jahre später sandte Pachacutec seinen Heerführer und Bruder gegen den Chanka-Führer Huancohuaullu (Ancoallo, Anco Huallo), der in der Schlacht von Yahuarpampa geschlagen worden war und möglicherweise mit den Inka-Truppen in Chinchaysuyu gekämpft hatte, nun aber mit 8000 Kriegern in Challcumarca und Suramarca einen Aufstand plante. Als Capac Yupanqui das Gebiet der Chanka erreichte, hatten diese sich bereits in die Wälder im Norden zurückgezogen. Capac Yupanqui wurde vorgeworfen, dass er die Flucht der Chanka ermöglicht habe. Dies galt als Grund für seine spätere Hinrichtung, denn die Nichterfüllung von Befehlen des Inka soll als unverzeihlich gegolten haben. Ein weiterer Grund soll eine befürchtete Konspiration Capac Yupanquis gegen seinen Bruder Pachacutec gewesen sein. Huancohuaullu gelang die Flucht mit 40.000 Kriegern in das Tal des Río Huallaga. Cápac Yupanqui wurde nach seiner Rückkehr nach Cuzco ebendort hingerichtet. Manche Historiker haben als Grund für die Hinrichtung, die Eifersucht Pachacutecs gegenüber seinem Bruder angegeben.